# Rudka, Popilnea
Rudka (în ucraineană Рудка) este un sat în comuna Krîve din raionul Popilnea, regiunea Jîtomîr, Ucraina.

## Demografie
Componența lingvistică a localității Rudka
     Ucraineană (100%)
Conform recensământului din 2001, toată populația localității Rudka era vorbitoare de ucraineană (100%).